# Вулиця Академіка Степана Балея (Тернопіль)
Вулиця Академіка Степана Балея — вулиця у 10-му мікрорайоні міста Тернополя.

## Відомості
Розпочинається від вулиці Михайла Рудницького, пролягає на південний схід до вулиці Уласа Самчука, де і закінчується. Довжина вулиці — 300 м. На вулиці розташовані лише приватні будинки.